# Championnat du pays de Galles de football 2003-2004
Navigation
Édition précédente Édition suivante
La 12e édition du championnat du pays de Galles de football est remportée par le Rhyl Football Club. C’est le premier titre de champion du club. Rhyl FC l’emporte avec 1 point d’avance sur Total Network Solutions. Haverfordwest County complète le podium.
Le championnat est marqué par un coup de tonnerre : Barry Town qui a remporté sept championnats en 11 éditions et qui reste sur trois titres consécutifs termine dernier du championnat et est donc relégué en deuxième division pour la première fois de son histoire.
Juste avant le commencement de la saison, le club d’Oswestry Town fusionne avec Total Network Solutions, ce qui est facilité par le fait que les deux clubs sont basés dans la même ville. Le championnat se dispute donc avec seulement 17 équipes.
Le système de promotion/relégation est donc un peu chamboulé : descente et montée automatique pour le club terminant à la dernière place. Ainsi, grâce à deux promotions, le championnat pourra récupérer ses 18 participants habituels. Barry Town descend en deuxième division. Il est remplacé pour la saison 2004-2005 par Llanelli AFC et Airbus UK.
Cefn Druids change de sponsor et donc de nom : il devient pour la saison 2003-2004 le Newi Cefn Druids.

## Les clubs de l'édition 2003-2004
| \| Aberystwyth Town Bangor City Caersws FC Connah's Quay Nomads Cwmbran Town Newtown AFC TNS Llansantffraid Rhyl FC Barry Town Carmarthen Town Haverfordwest County Afan Lido Cefn Druids Port Talbot Town Caernarfon Town Welshpool Town Porthmadog FC \| Localisation des clubs engagés dans le championnat. |
| Aberystwyth Town Bangor City Caersws FC Connah's Quay Nomads Cwmbran Town Newtown AFC TNS Llansantffraid Rhyl FC Barry Town Carmarthen Town Haverfordwest County Afan Lido Cefn Druids Port Talbot Town Caernarfon Town Welshpool Town Porthmadog FC                                                           |

| Club                                  | Stade                | Capacité | Ville                     |
| ------------------------------------- | -------------------- | -------- | ------------------------- |
| Aberystwyth Town Football Club        | Park Avenue Ground   | 2100     | Aberystwyth               |
| Afan Lido Football Club               | -                    | -        | Aberavon                  |
| Bangor City Football Club             | Farrar Road          | 1500     | Bangor                    |
| Barry Town Football Club              | Jenner Park          | 2500     | Barry                     |
| Caernarfon Town Football Club         | The Oval             | 3000     | Caernarfon                |
| Caersws Football Club                 | -                    | -        | Caersws                   |
| Carmarthen Town Football Club         | Richmond Park        | 3000     | Carmarthen                |
| Cefn Druids Association Football Club | Plaskynaston Lane    | 2500     | Wrexham                   |
| Connah's Quay Nomads Football Club    | Halfway Ground       | 3000     | Connah's Quay             |
| Cwmbran Town Football Club            | -                    | -        | Cwmbran                   |
| Haverfordwest County Football Club    | Newbridge Meadow     | 2000     | Haverfordwest             |
| Newtown Association Football Club     | Latham Park          | 4300     | Newtown                   |
| Porthmadog Football Club              | Y Traeth             | 4000     | Porthmadog                |
| Port Talbot Town Football Club        | Victoria Road Ground | 2000     | Port Talbot               |
| Rhyl Football Club                    | Belle Vue            | 4000     | Rhyl                      |
| Total Network Solutions Football Club | Recreation Ground    | 2000     | Llansantffraid-ym-Mechain |
| Welshpool Town Football Club          | Maes Y Dre           | 3000     | Welshpool                 |

## Compétition

### Classement
Le classement est établi sur le barème de points classique (victoire à 3 points, match nul à 1, défaite à 0).
| Rang | Équipe                  | Pts | J  | G  | N  | P  | Bp | Bc | Diff |
| ---- | ----------------------- | --- | -- | -- | -- | -- | -- | -- | ---- |
| 1    | Rhyl FC T               | 77  | 32 | 23 | 8  | 1  | 76 | 26 | +50  |
| 2    | Total Network Solutions | 76  | 32 | 24 | 4  | 4  | 77 | 28 | +49  |
| 3    | Haverfordwest County    | 62  | 32 | 17 | 11 | 4  | 40 | 23 | +17  |
| 4    | Aberystwyth Town        | 59  | 32 | 18 | 5  | 9  | 59 | 39 | +20  |
| 5    | Caersws FC              | 55  | 32 | 15 | 10 | 7  | 63 | 41 | +22  |
| 6    | Bangor City             | 54  | 32 | 16 | 6  | 10 | 72 | 47 | +25  |
| 7    | Cwmbran Town            | 48  | 32 | 15 | 3  | 14 | 51 | 44 | +7   |
| 8    | Connah's Quay Nomads    | 42  | 32 | 11 | 9  | 12 | 58 | 55 | +3   |
| 9    | Caernarfon Town         | 42  | 32 | 11 | 9  | 12 | 65 | 65 | 0    |
| 10   | Newtown AFC             | 41  | 32 | 12 | 5  | 15 | 43 | 50 | -7   |
| 11   | Port Talbot Town        | 39  | 32 | 11 | 6  | 15 | 41 | 51 | -10  |
| 12   | Porthmadog FC P         | 36  | 32 | 11 | 3  | 18 | 41 | 55 | -14  |
| 13   | Newi Cefn Druids        | 35  | 32 | 11 | 2  | 19 | 44 | 59 | -15  |
| 14   | Afan Lido               | 32  | 32 | 8  | 8  | 16 | 31 | 54 | -23  |
| 15   | Welshpool Town          | 25  | 32 | 6  | 7  | 19 | 35 | 71 | -36  |
| 16   | Carmarthen Town         | 20  | 32 | 3  | 11 | 18 | 28 | 69 | -41  |
| 17   | Barry Town T            | 16  | 32 | 3  | 7  | 22 | 30 | 77 | -47  |

| Légende : Qualifications et relégations | Légende : Qualifications et relégations                                                       |
| --------------------------------------- | --------------------------------------------------------------------------------------------- |
|                                         | Ligue des champions 2004-2005                                                                 |
|                                         | Coupe de l'UEFA 2004-2005, premier tour préliminaire                                          |
|                                         | Relégation en deuxième division                                                               |
|                                         | (T) : Tenant du titre (C) : Vainqueurs de la Coupe du pays de Galles de football (P) : Promus |

## Bilan de la saison
| Championnat du pays de Galles de football 2003-2004 |                         |
| Champion                                            | Rhyl FC (1er titre)     |
| Qualifications continentales                        |                         |
| Ligue des champions 2004-2005                       | Rhyl FC                 |
| Coupe UEFA 2004-2005                                | Total Network Solutions |
| Coupe UEFA 2004-2005                                | Haverfordwest County    |
| Promotions et relégations                           |                         |
| Promus en Premier League                            | Llanelli AFC Airbus UK  |
| Relégués en Cymru League                            | Barry Town              |

## Statistiques

### Meilleur buteur
1. Andy Moran (Rhyl FC) 27 buts
2. Graham Evans (Caersws FC) 23 buts
3. Chris Summers (Cwmbran Town) 21 buts